# قورباغه ژاپنی
قورباغه ژاپنی (نام علمی: Rana japonica) نام یک گونه از سرده قورباغه‌های برکه است.